# Алиханов, Сергей Иванович
Серге́й Ива́нович Алиха́нов (род. 29 сентября 1947, Тбилиси) — советский и российский поэт, писатель, автор текстов песен, с 1988 года — член Союза писателей СССР и член Литфонда России. В настоящее время — член Международного Содружества Писательских Союзов, член Союза писателей России, член песенной комиссии Союза Композиторов России.

## Биография
Родился в 29 сентября 1947 года в Тбилиси. Принадлежит к знатному армянскому роду меценатов и благотворителей.
Окончил Грузинский институт физической культуры.
Стихи Сергея Алиханова печатались в журналах «Новый мир», «Знамя», «Юность», «Мы», «Москва», «Наш современник», в американском «Новом журнале», в израильском журнале «22», в альманахах «Поэзия», «День поэзии», в газетах «МК», «Новая газета», «Неделя» и др. Он является автором книг: «Голубиный шум» («Советский писатель», 1980 год), «Долгая осень», стихи и стихотворные переводы («Мерани», 1987 год), «Лён лежит» («Советский писатель», 1989 год), «Блаженство бега», однотомник («Известия», 1992 год). В 1980-е гг. как поэт-песенник Сергей Алиханов много писал в соавторстве с другим поэтом — Александром Жигаревым. Одна из наиболее известных их совместных работ — песня композитора Романа Майорова «Что тебе подарить?» Впоследствии на самостоятельные стихи Алиханова были написаны сотни эстрадных песен и вышло множество пластинок, компакт-дисков и кассетных альбомов. Он сотрудничал со многими известными композиторами, в числе которых Юрий Антонов, Владимир Шаинский, Олег Сорокин, Роман Майоров, Марклен Беленко, Владимир Евзеров, Олег Иванов, Руслан Горобец, Максим Дунаевский, Игорь Крутой, Ирина Грибулина, Елена Суржикова, Владимир Густов.
Всенародной любовью пользуются песни на слова Сергея Алиханова: «На высоком берегу, на крутом», «Лунная дорожка», «По ниточке, по ниточке ходить я не желаю», «Я так хотел», «Ночь без тебя», «Не скучай, бедный ангел». Песня на его слова «Ты должна рядом быть» признана лучшей песней 2005 года. Песня «Воздушные замки» — лауреат премии «Песня года 2006 года». Песни на его стихи исполняют Юрий Антонов, Игорь Иванов, Николай Караченцов, Ирина Уварова, Михаил Муромов, ВИА «Синяя птица», Дима Билан, Кристина Аглинц и другие известные артисты.
В 2001 году Сергей Алиханов избран академиком Российской Академии Естественных наук. Является вице-президентом отделения литературы РАЕН. За роман «Оленька, Живчик и туз» в 2005 году был награждён медалью М. Ю. Лермонтова. Живёт и работает в Москве.

## Семья
- Отец — Алиханов Иван Иванович; дядя (с отцовской стороны) — Алиханов Константин Михайлович; дед — Алиханов Иван Михайлович.
- Был женат на поэтессе Зое Александровне Межировой, дочери поэта Александра Межирова; дочь Анна.[7]

## Книги
- «Голубиный шум» — стихи, Изд-во «Советский писатель», 1980 год.
- «Долгая осень» — переводы с грузинского, стихи. Изд-во «Мерани» 1987 год,
- «Лён лежит» — стихи и поэмы. Изд-во «Советский писатель», 1989 год
- «Душа, не знающая меры» — антология русской поэзии (составление, эссе, вступительная статья) — издательство «Урду маркас» 1990 год.
- «Блаженство бега» — стихи и поэмы 428 стр., Изд-во «Известия», 1992 год.
- «Гон» — роман, 478 стр. Изд-во «Книжная палата» 2000 год.
- «Двойная цена» — роман 426 стр. Изд-во «АСТ», 2001 год (второе издание романа «Гон»)
- «Игра в подкидного», — Повести и рассказы. 288 стр. Изд-во «АСТ» 2001 год.
- «Клубничное время» — роман, повесть, рассказы — избранная проза. Издательство «Терра» 2003 год.
- «Где свет мелькал на сквозняке» — стихи и поэмы 2007 год изд. «Графикон-принт»
- «Мимолётный сентябрь» — избранные песни и стихи 2008 год, изд. «СВР -Медиа».[1]

## Избранные песни

### В соавторстве сАлександром Жигаревым
- «Кино» (музыка Владимира Мигули) — исполняет группа «Земляне»
- «Кукла» (музыка Владимира Шаинского) — исполняет Ольга Зарубина
- «Лежу под грушей» (русский текст песни Święty Spokój[8] — для советского альбома «Марыля Родович» (1984)[9]; автор ориг. текста[10] — Magda Czapińska, музыка Северина Краевского) — исполняет Марыля Родович
- «Смени пластинку» (музыка Игоря Николаева) — исполняет Александр Барыкин
- «Суфлёр» (музыка Владимира Шаинского) — исполняет Николай Караченцов
- «Счастливые случайности» (музыка Олега Сорокина) — исполняет Николай Караченцов
- «Сядь в любой поезд» (русский текст песни Remedium[11] — для советского альбома «Марыля Родович» (1984)[9]; автор ориг. текста[12] — Magda Czapińska, музыка Северина Краевского) — исполняют Марыля Родович, Ирина Сурина
- «Забудем ссоры» (музыка Марклена Беленко) — исполняет Николай Караченцов
- «Признание» (Буду я любить тебя всегда) (музыка Игоря Крутого) — исполняет Александр Серов, группа «Сливки»[13]
- «Тридцать тысяч дней» (музыка Олега Иванова) — исполняет группа «Песняры»
- «Что тебе подарить?» (музыка Романа Майорова) — исполняют Николай Караченцов и Ирина Уварова

### Собственные стихи к песням
- «Одуванчики» (музыка Евгения Скрипника) — исполняет Борис Моисеев
- «Музыка дождя» (музыка Аркадия Укупника) — исполняет Аркадий Укупник
- «Два берега» (музыка Юрия Антонова) — исполняет Юрий Антонов
- «Лунная дорожка» (музыка Юрия Антонова) — исполняет Юрий Антонов
- «На высоком берегу» (музыка Юрия Антонова) — исполняет Юрий Антонов
- «Ночные миражи» (музыка Игоря Иванова) — исполняет Игорь Иванов
- «Фристайл» (музыка Михаила Муромова и Андрея Зубкова) — исполняет Михаил Муромов